# 利莫内苏尔加尔达
利莫内苏尔加尔达（義大利語：Limone sul Garda）是意大利伦巴第大区布雷西亞省的市镇，位于加爾達湖岸邊。市镇面积为26平方公里，2011年时人口数量为1,177人。
1940年代前只能靠攀山越嶺或乘船來進入這個小鎮。現在已有隧道連接。
1979年，米蘭大學教授Cesare Sirtori在為一個鐵路工人做檢查時發現雖然他常吃膽固醇含量高的食物，但其血管異常暢通，繼而發現他身上帶有載體蛋白A-1 Milano。該蛋白質來自遺傳。其後Sirtori發現世上有38個人都擁有這個基因，他們的共同祖先是一對18世紀居住在利莫内鎮的夫婦。